# Rosy
Rosy é um filme de comédia romântica e suspense norte-americano de 2018 escrito e dirigido por Jess Bond. É estrelado por Nat Wolff, Stacy Martin, Tony Shalhoub e Johnny Knoxville. Foi lançado via plataformas digitais e sob demanda em 17 de julho de 2018, pela The Orchard.

## Elenco
- Nat Wolff como Doug
- Stacy Martin como Rosy Monroe
- Tony Shalhoub como Dr. Godin
- Johnny Knoxville como James
- Sky Ferreira como Rosy
- Chukwudi Iwuji como Manager
- Adam David Thompson como Eddie
- Alex Karpovsky como Marty

## Produção
Em novembro de 2015, foi anunciado que Nat Wolff havia sido escalado para o filme, com Jess Bond dirigindo a partir de um roteiro que ela escreveu, enquanto Jonathan Schwartz trabalhava como produtor. Em março de 2016, foi anunciado que Sky Ferreira havia se juntado ao elenco do filme.

## Lançamento
O filme foi lançado em 17 de julho de 2018, pela The Orchard.